# 하스다시
하스다시(일본어: 蓮田市)는 일본 사이타마현 중동부에 있는 시이다.

## 지리
사이타마현의 동쪽 중앙부에 위치하고 동남부는 사이타마시와 접한다. 오미야 대지의 일부인 시내 중앙부에 하스다 대지, 동부에 시라오카 대지가 있고 그 사이로 흐르는 모토아라강 및 서쪽 경계를 흐르는 아야세강 주변이 저지이다. JR 도호쿠 본선(우쓰노미야선) 및 도호쿠 자동차도가 시내를 종단한다. 고도 경제성장기 이후에 일찍이 논, 삼림으로 이루어진 모토아라강 주변의 저지를 중심으로 택지를 조성해 수도권의 주택 지역이 되었지만, 시내 북서부나 동부에는 전원이나 자연이 많이 남아 있다. 제조업 공장은 하스다 서비스 구역 부근에 집중되어 있다.

## 역사
- 1885년 7월 16일 - 일본 철도 하스다역이 개설되었다.
- 1889년 4월 1일 - 미나미사이타마군 아야세촌이 성립하였다.
- 1934년 10월 1일 - 아야세촌이 정으로 승격하면서 동시에 명칭을 변경해 하스다정이 되었다.
- 1954년 5월 3일 - 미나미사이타마군 하스다정, 구로하마촌, 히라노촌이 합병해 새로운 하스다정이 되었다.
- 1956년 1월 1일 - 이와쓰키시의 일부를 편입하였다.
- 1972년 10월 1일 - 시로 승격해 하스다시가 되었다.

## 교통

### 철도
- 동일본 여객철도 도호쿠 본선(우쓰노미야선)

### 도로
- 도호쿠 자동차도
- 국도 제122호선(일본어판)

## 인구
| 연도 | 인구   | ±%     |
| ---- | ------ | ------ |
| 1960 | 20,673 | —      |
| 1970 | 31,935 | +54.5% |
| 1980 | 45,594 | +42.8% |
| 1990 | 59,706 | +31.0% |
| 2000 | 64,386 | +7.8%  |
| 2010 | 63,315 | −1.7%  |